# 黃花粉蚜
黃花粉蚜（学名：Indomegoura arthraxona）为常蚜科細頸網管蚜屬下的一个种。